# Купчасте вилуговування

Схема купчастого вилуговування:
1 — відвал; 2 — дренажна канава; 3 — ставок-відстійник; 4 — відстійник
головних розчинів; 5 — барабанний цементатор;
6 — згущувач; 7 — сховище головних розчинів; 8 — випарний
майданчик; 9 — цементна мідь.

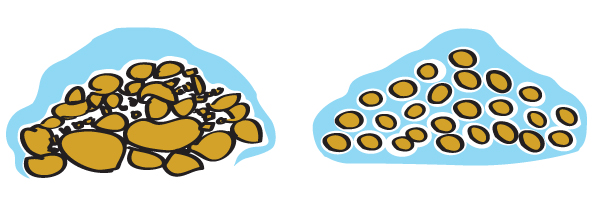
Схематичне зображення гірської породи (масиву). Ліворуч — до вилуговування, праворуч — після вилуговування.

Купчасте вилуго́вування (рос. кучное выщелачивание, англ. heap leaching; нім. Haufenlaugen n, Haufenlaugung f) — спосіб переробки хімічним чи бактеріальним вилуговуванням попутно видобутих забалансових та бідних балансових крупногрудкуватих руд, добування з яких корисних компонентів звичайними збагачувальними чи гідрометалургійними методами нерентабельне. Купчасте вилуговування — вилуговування перероблюваної руди в її купах — на відміну від вилуговування в чанах — чанове вилуговування.
Купчасте вилуговування міді практикувалося з XVI століття в Угорщині і Німеччині. З середини ХХ століття цей спосіб у промислових масштабах застосовують для вилучення міді, золота і урану.

## Купчасте вилуговування уранових руд (U3O8)

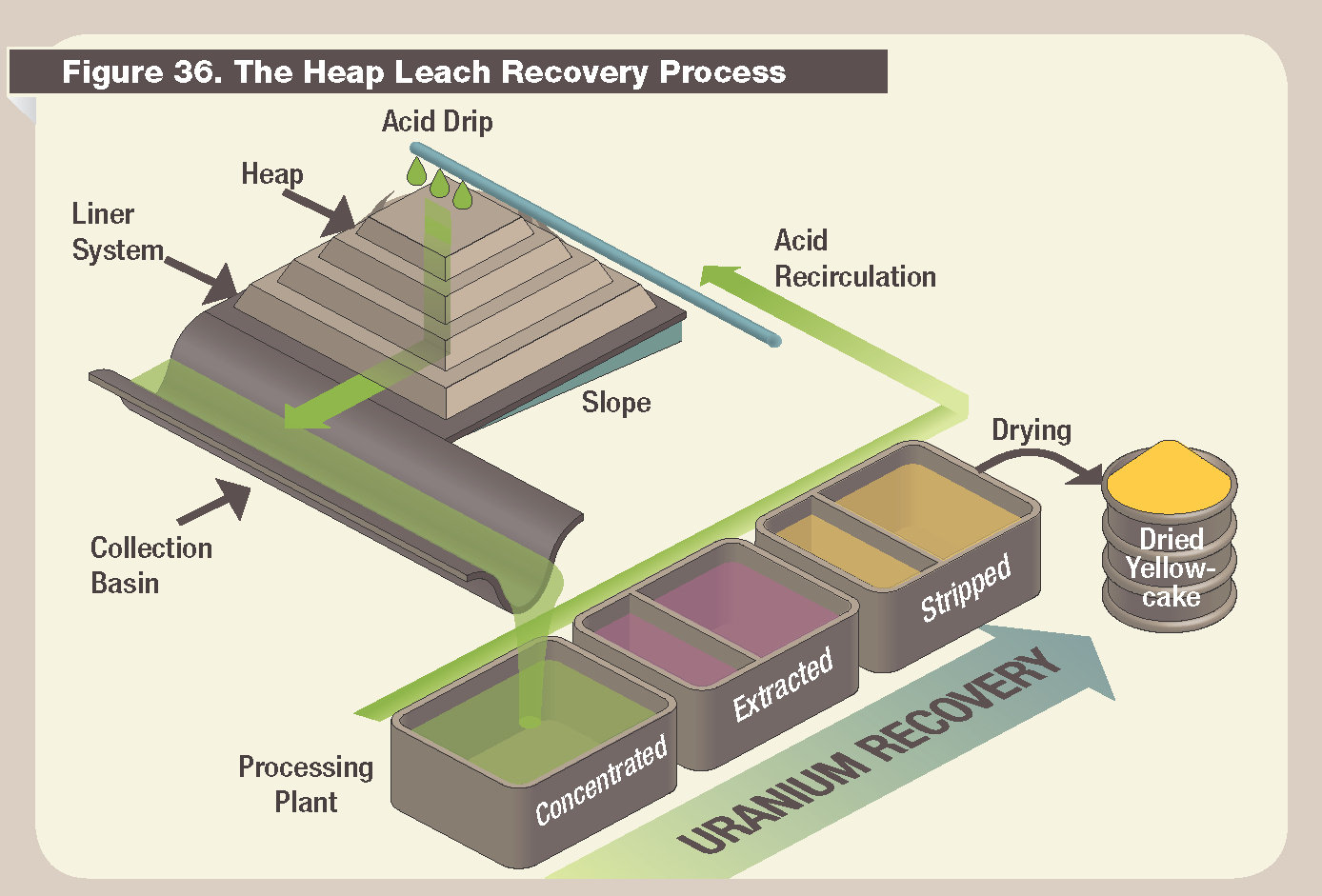
Діаграма відновлення урану шляхом купчастого вилуговування (US NRC)

Процес застосовується з 1963 року у Франції, Іспанії, Мексиці. До кондиційних відносять руди, що містять > 0,02 % урану. До бідних відносять руди із вмістом урану від 0,02 до 0,01 %. Маса купи коливається від 1000 до 16000 т. Крупність матеріалу 0–120 (400) мм. Вилуговування проводять сірчаною кислотою при рН 1,6. Основа майданчика і резервуари виконані з полівінілу. Вилуговування триває 7–9 місяців. Витрата кислоти 10,5–12.5 кг/т і більше. Вилучення урану становить 68–80 %.
В Іспанії ведуть роздільне вилуговування багатої (0,07 % U3O8) і бідної (0,07–0,02 % U3O8) руд. Обробку ведуть розчином, що містить 28 г/л сірчаної кислоти H2SO4. Уранові розчини екстрагують аніліном 336.
У Мексиці багаті уранові руди (0,28 % U3O8) крупністю до 38 мм вилуговують 45 діб і досягають вилучення 80–85 %. Витрата H2SO4 становить 25 кг/т. Вміст U3O8 в продуктивному розчині 7 г/л.

## Купчасте вилуговування золота

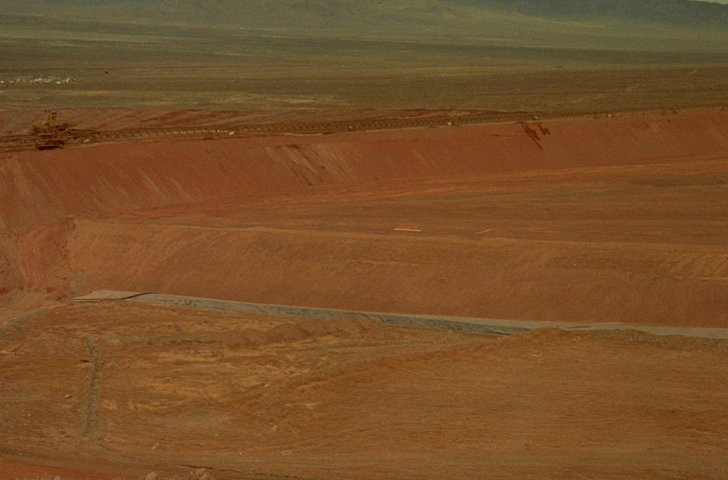
Купчасте вилуговування золота.

Див. докладніше Ціанування (збагачення корисних копалин)
Купчасте вилуговування золота застосовується при розробці невеликих родовищ, переробці старих відвалів, бідних забалансових руд. Вилуговування ведеться ціанистими розчинами. У руді не повинно бути надлишку тонких фракцій, а також глини, які перешкоджають просоченню розчину. Оптимальною вважається крупність руди до 5 мм.
Вміст золота в початковій руді 0,5–10 г/т. Купа повинна бути відносно невеликої місткості — близько 10000 т руди. Основа купи повинна бути заасфальтована або покрита полімерною плівкою.